# Aggsteiner Hof

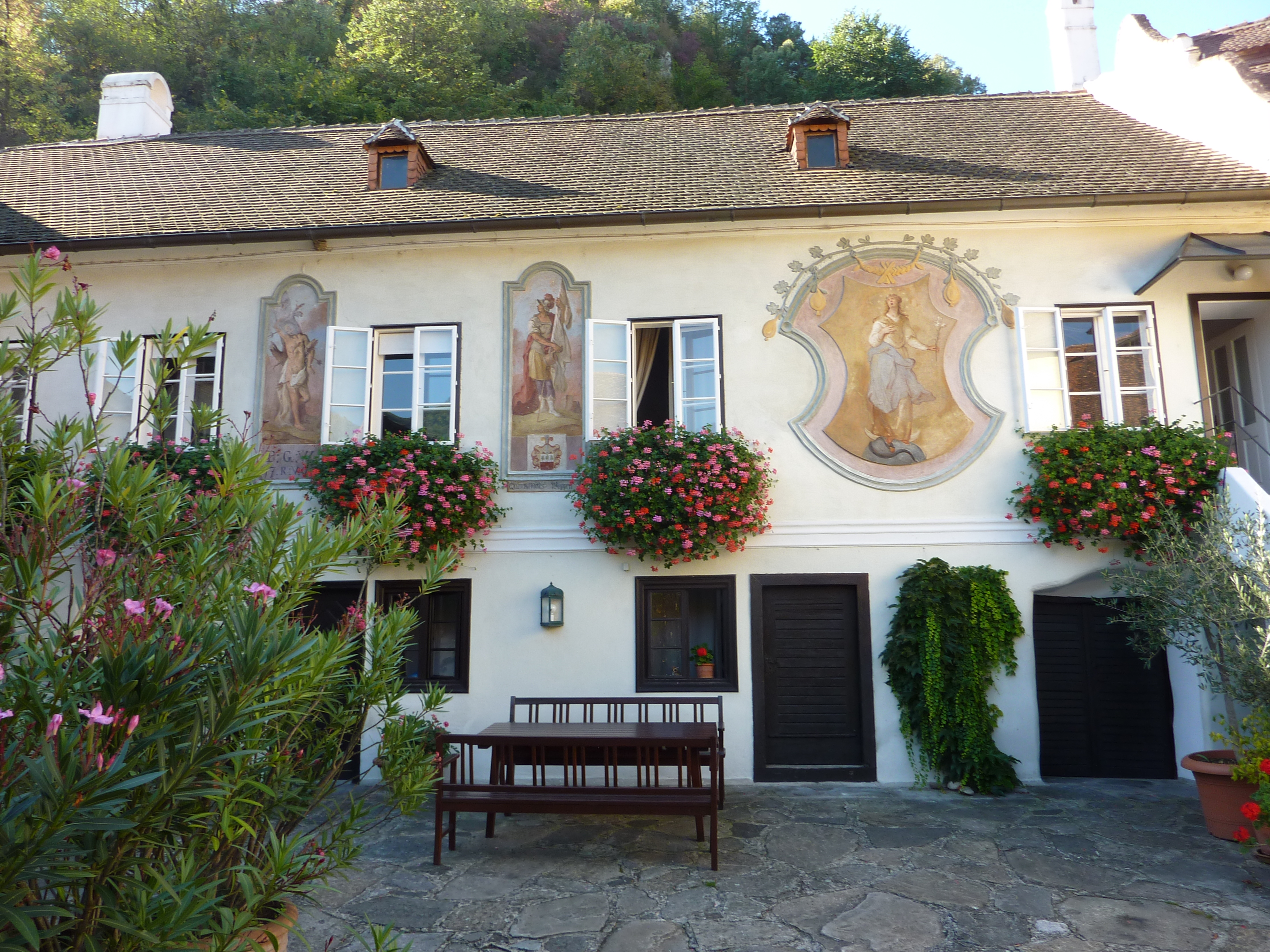
Spitz, Aggsteiner Hof

Der Aggsteiner Hof (auch Aggsteinerhof) ist ein ehemaliger Freihof in Spitz in Niederösterreich.
Der zur Herrschaft Aggstein gehörende Hof diente vermutlich Anna Freiin von Polheim als Sommersitz und gelangte später an die Fürsten von Starhemberg. Nach einem verheerenden Brand im Jahr 1663 überließen diese im Jahr 1725 den Hof zunächst an Tobias Grünwald, der ihn wieder instand setzte, und veräußerten ihn um 1800 an Paul Grünwalder, der ihn als Gaststätte führte. Die Inschrift „P.G. W. – 17 R. V. 99“ weist auf seine Renovierungsarbeiten hin. Das Gebäude steht unter Denkmalschutz (Listeneintrag). Die spätbarocken Fresken an der Schauseite im Innenhof stammen von Anton Mayer, einem Schüler des Kremser Schmidt.